# Mon curé chez les pauvres (film, 1925)
Pour les articles homonymes, voir Mon curé chez les pauvres (homonymie).
Série Mon curé
Mon curé chez les riches
(1925) Mon curé chez les riches
(1932)
Pour plus de détails, voir Fiche technique et Distribution.
Mon curé chez les pauvres est un film français réalisé par Donatien, sorti en 1925.
Ce film fait partie de la série des « Mon curé ». Ce personnage prend ses origines dans les romans de Clément Vautel : Mon curé chez les pauvres et Mon curé chez les riches. Il est adapté d’abord au théâtre. Puis au cinéma, les œuvres dans lesquels il apparaît, passent progressivement des simples comédies aux films considérés comme nanars.

## Fiche technique
- Titre : Mon curé chez les pauvres
- Réalisation : Émile-Bernard Donatien
- Scénario : Camille de Morhlon, d'après le roman de Clément Vautel
- Photographie : Robert Filippini
- Production : Établissements Louis Aubert
- Pays d'origine :  France
- Date de sortie : France - 1925

## Distribution
- Donatien : l'abbé Pellegrin
- Lucienne Legrand : Mme Cousinet
- Louis Kerly : Cousinet
- Jules de Spoly : le banquier Maxy
- Johanna Sutter : Jeanne Réveil
- Enrique Riveros : Raymond Maxy